# كارلو فافر
كارلو فافر (بالإيطالية: Carlo Favre)‏ هو متزحلق إيطالي، ولد في 2 فبراير 1949 في بلدة نوس في إيطاليا.

## وصلات خارجية
- كارلو فافر على موقع اللجنة الأولمبية الدولية (الإنجليزية)
- كارلو فافر على موقع أوليمبيديا (الإنجليزية)